# Orphulella pernix
Orphulella pernix är en insektsart som beskrevs av Otte, D. 1979. Orphulella pernix ingår i släktet Orphulella och familjen gräshoppor. Inga underarter finns listade i Catalogue of Life.